# Hofkühl
Hofkühl ist ein Ortsteil der Stadt Attendorn im Kreis Olpe (Nordrhein-Westfalen) und hat 10 Einwohner (Stand 30. Juni 2024).

## Geografie
Hofkühl liegt südlich des Kernortes Attendorn und ca. 2 km südwestlich des Dorfes Repe. Westlich liegt Berlinghausen und östlich Rieflinghausen. Südlich erhebt sich der Berg Auf der Mark mit 555 m ü. NN.

## Geschichte
Im Jahre 1387 wurde die als Einzelhof gegründete Ansiedlung mit bona in Hoffkule erstmals erwähnt. Der Ortsname wurde im Laufe der Zeit unterschiedlich geschrieben, wie 1635 mit Johann uf dem Hofkhuill, Hofkühl (1666), Hof Kul (1754) oder 1841 mit dem Kotten Hofkuhl. Das Grundwort kühl bezieht sich auf die hochgelegene Mulde zwischen mehreren Hügeln, in der die Siedlung liegt. Deutung des Ortsnamens: Mulde mit einem Hof.
Am 1. August 1685 verkauften die Attendorner Familien Christiani und Leistenschneider den im Amt Bilstein gelegenen freiallodial erbeigentümlichen Hof Hofkühl, auch Altenhof genannt, mit allen Gerechtigkeiten an Ferdinand von Fürstenberg. Am 16. Februar 1712 übertrug dann die Familie von Fürstenberg den Hof an die Stadt Attendorn.
Laut Adressbuch von 1938 gab es in Hofkühl 2 Wohnhäuser mit 2 Haushaltungen und 10 Einwohner. Aufgeführt wurden die Landwirte/Bauern: „Aloys, Bernhard, Johann und Josef Wilmes“.
Hofkühl gehörte über Jahrhunderte hinweg zum Kirchspiel Helden und im 20. Jahrhundert zur Gemeinde Helden, die im Rahmen der kommunalen Neugliederung teilweise in die Stadt Attendorn eingegliedert wurde. In diesem Zuge wurde die einklassige Schule in Repe geschlossen, die neben den Repener Kindern auch Kinder aus Rieflinghausen, Hofkühl sowie Berlinghausen unterrichtete.

### Einwohnerentwicklung
| Jahr | Einwohner |
| ---- | --------- |
| 1783 | 10        |
| 1817 | 25        |
| 1839 | 16        |
| 2015 | 13        |
| 2020 | 11        |